# Alejandro Piedrahita
Alejandro Piedrahita Díaz (Cartago, 3 settembre 2002) è un calciatore colombiano, centrocampista del Deportivo Pereira.

## Caratteristiche tecniche
È un'ala sinistra.

## Carriera
Piedrahita è cresciuto nel settore giovanile del Deportivo Pereira con cui ha debuttato il 21 ottobre 2020 nell'incontro di Copa Colombia vinto 1-0 contro il Tigres FC. Ha segnato il suo primo gol il 7 aprile 2021, in Categoría Primera A contro l'Independiente Medellín.
Il 16 gennaio 2023 è stato ceduto in prestito al Banfield, ma nel luglio dello stesso anno ha fatto ritorno al club colombiano.

## Statistiche

### Presenze e reti nei club
Statistiche aggiornate al 14 aprile 2024.
| Stagione        | Squadra           | Campionato      | Campionato | Campionato | Coppe nazionali | Coppe nazionali | Coppe nazionali | Coppe continentali | Coppe continentali | Coppe continentali | Altre coppe | Altre coppe | Altre coppe | Totale | Totale | Totale |
| Stagione        | Squadra           | Comp            | Pres       | Reti       | Comp            | Pres            | Reti            | Comp               | Pres               | Reti               | Comp        | Pres        | Reti        | Pres   | Reti   |        |
| --------------- | ----------------- | --------------- | ---------- | ---------- | --------------- | --------------- | --------------- | ------------------ | ------------------ | ------------------ | ----------- | ----------- | ----------- | ------ | ------ | ------ |
| 2020            | Deportivo Pereira | A               | 10         | 0          | CC              | 2               | 0               |                    | -                  | -                  |             | -           | -           | 12     | 0      |        |
| 2021            | Deportivo Pereira | A               | 19         | 2          | CC              | 4               | 0               |                    | -                  | -                  |             | -           | -           | 23     | 2      |        |
| 2022            | Deportivo Pereira | A               | 20         | 1          | CC              | 3               | 0               |                    | -                  | -                  |             | -           | -           | 23     | 1      |        |
| 2023            | Banfield          | PD              | 5          | 0          | CA+CdL          | 1+0             | 0               |                    | -                  | -                  |             | -           | -           | 6      | 0      |        |
| 2023            | Deportivo Pereira | A               | 12         | 1          | CC              | 2               | 0               | CL                 | 0                  | 0                  |             | -           | -           | 14     | 1      |        |
| 2024            | Deportivo Pereira | A               | 13         | 1          | CC              | 3               | 0               |                    | -                  | -                  |             | -           | -           | 16     | 1      |        |
| Totale carriera | Totale carriera   | Totale carriera | 79         | 5          |                 | 15              | 0               |                    | 0                  | 0                  |             | -           | -           | 94     | 5      |        |

## Palmarès

### Competizioni nazionali
- Campionato colombiano: 1

2022-II